# جیسون انتون
جیسون انتون (به انگلیسی: Jason Antoon) (زاده ۹ نوامبر ۱۹۷۱) بازیگر آمریکایی است.
از فیلم‌های معروف او می‌توان به بازی در فیلم کاملاً غریبه، دیر شکوفا و بازنویسی اشاره کرد.